# 紅山油庫
紅山油庫燃料储存设施（Red Hill Underground Fuel Storage Facility）是位於美國夏威夷的一个军用燃料储存设施，該設施由美国海军运营。 
2021年11月20日，红山油庫出現燃料泄漏，結果珍珠港-希卡姆聯合基地的供水系统遭污染。 10 个社区的约 2,700 户家庭受影響。居民抱怨自来水散发出恶臭，並且飲用後出現恶心、腹泻和头痛等症状。2021年12月，位於夏威夷的1000多个军人家庭被迫离开家园。
截至2022年3月7日，由于军事活動减少和水污染问题，美國国防部宣布打算关闭紅山油庫。 